# Pont des Amériques (El Paso-Ciudad Juárez)
Pour l’article homonyme, voir Pont des Amériques (homonymie).
Le Pont des Amériques (en anglais : Bridge of the Americas , BOTA), est un pont routier franchissant le Río Grande et donc la frontière entre les États-Unis et le Mexique entre les villes de El Paso au Texas et de Ciudad Juárez dans l'État de Chihuahua, au Mexique,.

## Cinéma
Une scène du film Sicario se déroule sur ce pont.